# Arhitektura Srbije
Arhitektura Srbije ima dolgo, bogato in raznoliko zgodovino. Prikazani so nekateri najpomembnejši evropski slogi od rimskega do postmodernega, vključno s priznanimi primeri raške, srbobizantinske z njeno preporodjo, moravsko, baročno, klasično in moderno arhitekturo, z vrhunskimi primeri v brutalizmu in moderni moderni. 
Stoletja burne zgodovine Srbije je povzročila veliko regionalno raznolikost in dajala prednost ljudski arhitekturi. To je omogočilo heterogen in raznolik arhitekturni slog, pri čemer se je arhitektura od mesta do mesta razlikovala. Čeprav je ta raznolikost še vedno lahko priča v majhnih mestih, je uničenje arhitekturne dediščine v večjih mestih med drugo svetovno vojno in kasnejši socialistični vpliv na arhitekturo povzročilo specifično mešanico arhitekturnih slogov.